# 卡利斯托加西亞
卡利斯托加西亞（西班牙語：Calixto García，西班牙語發音：[kaˈliksto ɣaɾˈsi.a]）是古巴的城鎮，属奧爾金省，始建於1976年，面積617平方公里，海拔高度85米，2004年人口57,867，人口密度為每平方公里93.8人。
市名来自于古巴独立运动将领卡利斯托·加西亚。